# Astrid Lampe
Astrid Lampe (Tilburg, 22 december 1955) is een Nederlands dichter, acteur en regisseur. Daarnaast begeleidde ze jarenlang studenten van de afdeling Beeld en Taal aan de Rietveld Academie in Amsterdam. 
Van meet af aan stelt Lampe in haar werk indringende vragen over het leven in een tijdperk van digitalisering en veranderende opvattingen over onder andere lichamelijkheid, ambigue seksualiteit en klimaatverandering.
Op 23 mei 2024 werd aan haar in het Literatuurmuseum in Den Haag de P.C. Hooft-prijs 2024 voor poëzie uitgereikt. In het juryrapport wordt zij een van de meest eigenzinnige en genereuze dichters van deze tijd genoemd: 'Astrid Lampe dicht met een diabolische intensiteit over het moderne leven, in zinnelijke en ontembare taal die vraagt om herlezing en herbeluistering. Ze laat lyriek en gevonden taal in elkaar overlopen, waarbij ze geen enkel register onbenut laat. Het resultaat is een open tekst, taal die zich bewust is van zichzelf en van haar grenzen'.
Lampe heeft, aldus de jury,'de poëzie beïnvloed van veel jongere dichters in het Nederlandse taalgebied'.

## Werken
- Rib (1997)
- De sok weer aan (2000)
- De memen van Lara (2002)
- Spuit je ralkleur (2005)
- Park Slope (K'nex studies) (2008)
- Lil (zucht) (2010)
- Rouw met diertjes (2013)
- De taiga zwijntjes (2015)
- Zusterstad 2.0 (2018)
- een sterke suikerlobby: poetry stills[3]
- Tulpenwodka (2021)
- Zachte landing op leeuwenpootjes  (2024)

## Prijzen
- 2006 - Ida Gerhardt Poëzieprijs
- 2007 - Schrijversprijs der Brabantse Letteren
- 2024 - P.C. Hooft-prijs